# نیران، منطقه مسکونی
نیران (به لاتین: Niran) یک شهرک یهودی‌نشین کیبوتص است که در کرانه باختری رود اردن واقع شده‌است.